# Стефан Пергамин
Стефан Пергамин, известен и като Стефан Севастофор  (на средногръцки: Στέφανος Περγαμηνός или Στέφανος Σεβαστοφόρος; † след юли 1043), е византийски дворцов евнух и пълководец от средата на XI век, обвинен в съзаклятие срещу император Константин IX Мономах.
Появява се в изворите като севастофор през 1042 г., когато бъдещият император Константин IX, който дотогава бил на заточение в Митилена, е призован обратно в Константинопол, за да се ожени за императрица Зоя и да приеме скиптъра на императорската власт. Тогава Стефан Пергамин е изпратен от двореца да посрещне бъдещия император преди влизането му в града. Това се случило до църквата Архангели в Дамокранея, където Стефан преоблякъл Константин Мономах в императорски одежди, след което го въвел в града.
През 1043 г. неопитният във военното дело Пергамин е назначен от Константин IX за стратег автократор и е поставен начело на голяма войска, пратена да потуши въстанието на Георги Маниак. Сблъсъкът между армиите на Пергамин и Маниак се състоял край Острово, близо до Солун. Победата на Георги Маниак вече била почти сигурна, когато ненадейно той паднал мъртъв, убит от стрела. Смъртта на водача им всяло паника сред редиците на въстаниците, които се разпръснали, а останките от войската на Маниак били лесно унищожени от частите на Пергамин. След тази победа императорът устроил триумфално посрещане на Пергамин в столицата, на което Пергамин изпъквал, яздейки бял кон.
През юли същата година обаче Стефан Пергамин е обвинен в организирането на заговор срещу император Константин IX. Тъй като Пергамин бил евнух и не можел да заеме престола, обвинили го, че заговорът му имал за цел да издигне на императорския престол стратега на Мелитина Лъв Ламброс. В резултат на това имуществото на Паргамин било конфискувано, а той е принуден да се замонаши и да напусне столицата.